# 国民健康保険勝浦病院
国民健康保険勝浦病院（こくみんけんこうほけんかつうらびょういん）は、徳島県勝浦郡勝浦町にある公立病院である。全国に900以上ある国民健康保険診療施設の一つである。

## 沿革
- 1950年（昭和25年）8月1日 国民健康保険直営横瀬病院として開設（横瀬町大字三渓字古川3-2）。
- 1955年（昭和30年）3月1日 横瀬町と生比奈村の合併により勝浦町となったため勝浦病院と改称。
- 1981年（昭和56年）3月25日 改築移転（勝浦町大字棚野字竹国13-2）。
- 2022年（令和4年）4月1日 新病棟に移転。

## 診療科目
- 内科
- 小児科
- 外科
- 整形外科
- リハビリテーション科

## 医療機関指定
出典
- 保険医療機関
- 労災指定
- 生活保護法指定

## 交通
- JR徳島駅前より徳島バス（勝浦線）乗車、「勝浦病院前」下車。
- 徳島市から車で約40分。阿南市から車で約30分。